# Hannonville-sous-les-Côtes
Hannonville-sous-les-Côtes é uma comuna francesa na região administrativa de Grande Leste, no departamento de Meuse. Estende-se por uma área de 15,71 km². Em 2010 a comuna tinha 571 habitantes (densidade: 36,3 hab./km²).